# Oz Brigade
Die Commando Brigade, auch als 89. Oz Brigade bekannt (hebräisch חֲטִיבַת עֹז Chaṭīvat ʿOs, englisch Oz Brigade), ist eine Brigade der israelischen Verteidigungsstreitkräfte (IDF), die ausschließlich Spezialeinsätze durchführt. Sie wurde am 27. Dezember 2015 vom Stabschef der IDF, Gadi Eizenkot, aufgestellt und wird für Antiterror-Einsätze vorgehalten. Die Brigade besteht aus drei Kommandoeinheiten – der Maglan-Einheit, der Duvdevan-Einheit und der Egoz-Einheit. Sie ist der 98. Fallschirmjäger-Division unterstellt. Kommandeur ist Colonel Avi Blut.

## Struktur
Die Kommando Brigade besteht aus den drei Infanterie-Komponenten: der Maglan-Einheit (Fernaufklärung und Kommandooperationen), der Duvdevan-Einheit und der Egoz-Einheit (Anti-Guerilla-Einheit), die aus ihren ursprünglichen Kommandoketten herausgelöst wurden um eine neue taktische Formation zu bilden. Am 6. Juli 2015 ernannte Gadi Eizenkot Oberst David Zinni zum Kommandeur. Ihm folgte Oberst Avi Blut.
Die Brigade umfasste ursprünglich auch ein viertes Bataillon, die inzwischen aufgelöste Einheit 845 („Rimmon“), eine auf Wüstenkrieg spezialisierte Einheit. Diese wurde am 27. Juni 2018 in die Maglan-Einheit eingegliedert.
Die Duvdevan-Einheit operiert primär in den palästinensischen Gebieten. Die Einheit ist insbesondere auf verdeckte Operationen spezialisiert und gehört zu den Mistaʿaravim-Kräften, deren Charakteristikum die Verkleidung als Araber und verdeckte Operationen in arabischen Gebieten sind. Zur Ausbildung gehört der Sprachunterricht in arabischen Sprache sowie das Erlernen arabischer und islamischer Traditionen.
Das für die Brigade gewählte Abzeichen zeigt in stilisierter Form den hebräischen Buchstaben Qoph (ק), den ersten Buchstaben des hebräischen Worts für Commando (קומנדו Qōmandō), bestehend aus einem Messer, das sich aus dem Meer erhebt, und einem Doppelpfeil darüber. Es symbolisiert die Mobilität auf dem Luft-, Land- und Seeweg.